# Simón Alberto Consalvi
Simón Alberto Consalvi est un journaliste, historien, écrivain et homme politique vénézuélien et argentin, né le 7 juillet 1927 à Santa Cruz de Mora (État de Mérida) et mort à Caracas le 11 mars 2013. Député au Congrès de la République et auteur de nombreux essais et ouvrages d'histoire, il a été quatre fois ministres, deux fois ministre des Relations extérieures, ministre des Relations intérieures et ministre du Secrétariat de la Présidence. 